# Associazione Calcio Macerata 1938-1939
Questa voce raccoglie le informazioni riguardanti l'Associazione Calcio Macerata nelle competizioni ufficiali della stagione 1938-1939.

## Rosa
| N. |                   | Ruolo | Calciatore             |
| -- | ----------------- | ----- | ---------------------- |
|    | Italia (bandiera) | D     | Emilio Angeletti       |
|    | Italia (bandiera) | A     | Francesco Baldoni      |
|    | Italia (bandiera) |       | Carlo Balzani          |
|    | Italia (bandiera) |       | Renato Belelli         |
|    | Italia (bandiera) | A     | Erminio Cartoni        |
|    | Italia (bandiera) | C     | Ideale Ciarapica (cap) |
|    | Italia (bandiera) | A     | Lelio Colaneri         |
|    | Italia (bandiera) | C     | Giovanni Compagnucci   |

| N. |                   | Ruolo | Calciatore          |
| -- | ----------------- | ----- | ------------------- |
|    | Italia (bandiera) | C     | Francesco Mazzoleni |
|    | Italia (bandiera) | D     | Renato Morlupi      |
|    | Italia (bandiera) |       | Giuseppe Pierluigi  |
|    | Italia (bandiera) | P     | Luigi Romagnoli     |
|    | Italia (bandiera) |       | Carlo Sfrappini     |
|    | Italia (bandiera) | D     | Giovanni Tombesi    |
|    | Italia (bandiera) | D     | Albero Trau         |